# Acontiaster
Acontiaster is een geslacht van zeesterren uit de familie Benthopectinidae.

## Soort
- Acontiaster bandanus Döderlein, 1921